# Alive (Sia)
Alive è un singolo della cantante australiana Sia, pubblicato il 24 settembre 2015 come primo estratto dal settimo album in studio This Is Acting.

## Descrizione
Il brano è stato composto dalla stessa Sia insieme ad Adele e Tobias Jesso Jr.. L'artista ha affermato che questa canzone parla della vita di Adele, per la quale era stata scritta ma in seguito rifiutata all'ultimo.
Alive è stato presentato anche alla cantante barbadiana Rihanna, che lo ha rifiutato.

## Tracce
Download digitale
1. Alive – 4:23

Download digitale – Remixes
1. Alive (Plastic Plates Remix) – 4:58
2. Alive (Maya Jane Coles Remix) – 5:07
3. Alive (AFSHeeN Remix) – 3:16
4. Alive (Boehm Remix) – 3:50
5. Alive (Cahill Club Mix) – 4:18

CD singolo (Europa)
1. Alive (Album Version) – 4:26
2. Alive (Instrumental Version) – 4:24

## Formazione
Musicisti
- Sia – voce
- Eric Serna – chitarra
- Jesse Shatkin – chitarra, basso, pianoforte, sintetizzatore, percussioni, programmazione della batteria e degli strumenti ad arco, programmazione aggiuntiva
- Tobias Jesso, Jr. – pianoforte
- Garrett Ray – batteria

Produzione
- Jesse Shatkin – produzione, ingegneria del suono
- Manny Marroquin – missaggio
- Chris Galland, Delbert Bowers – assistenza missaggio

## Classifiche
| Classifica (2015)        | Posizione massima |
| ------------------------ | ----------------- |
| Australia                | 10                |
| Austria                  | 39                |
| Belgio (Fiandre)         | 49                |
| Belgio (Vallonia)        | 40                |
| Canada                   | 62                |
| Francia                  | 17                |
| Irlanda                  | 44                |
| Italia                   | 57                |
| Nuova Zelanda            | 29                |
| Regno Unito              | 30                |
| Spagna                   | 21                |
| Stati Uniti              | 56                |
| Stati Uniti (dance club) | 28                |
| Svezia                   | 69                |
| Svizzera                 | 30                |